# Натымъэквая
Натымъэквая (устар. Натым-Эква-Я) — река в России, протекает по Ханты-Мансийскому АО. Длина реки составляет 19 км.
Начинается среди кедрово-елового леса, от истока течёт в юго-западном направлении, пересекает небольшое, но глубокое (2 метра) болото, после чего поворачивает на юг, далее течёт через лес. Устье реки находится в 8 км по правому берегу реки Натрколынгъя. В низовьях пересекается газопроводом вблизи Сосьвинской компрессорной станции.
Основной приток — река Мань-Нятымъэквая — впадает слева.

## Данные водного реестра
По данным государственного водного реестра России относится к Нижнеобскому бассейновому округу, водохозяйственный участок реки — Северная Сосьва, речной подбассейн реки — Северная Сосьва. Речной бассейн реки — (Нижняя) Обь от впадения Иртыша.
Код объекта в государственном водном реестре — 15020200112115300024987.